# Super-G aux Jeux olympiques
Le super G a fait son apparition aux Jeux olympiques lors de l’édition de 1988 à Calgary au Canada. C’est le Français Franck Piccard qui en a ouvert le palmarès.

## Palmarès

### Hommes
| Édition | Or                        | Argent                               | Bronze                            |
| ------- | ------------------------- | ------------------------------------ | --------------------------------- |
| 1988    | Franck Piccard (FRA)      | Helmut Mayer (AUT)                   | Lars-Börje Eriksson (SWE)         |
| 1992    | Kjetil-André Aamodt (NOR) | Marc Girardelli (LUX)                | Jan Einar Thorsen (NOR)           |
| 1994    | Markus Wasmeier (GER)     | Tommy Moe (USA)                      | Kjetil-André Aamodt (NOR)         |
| 1998    | Hermann Maier (AUT)       | Didier Cuche (SUI) Hans Knauss (AUT) |                                   |
| 2002    | Kjetil André Aamodt (NOR) | Stefan Eberharter (AUT)              | Andreas Schifferer (AUT)          |
| 2006    | Kjetil André Aamodt (NOR) | Hermann Maier (AUT)                  | Ambrosi Hoffmann (SUI)            |
| 2010    | Aksel Lund Svindal (NOR)  | Bode Miller (USA)                    | Andrew Weibrecht (USA)            |
| 2014    | Kjetil Jansrud (NOR)      | Andrew Weibrecht (USA)               | Jan Hudec (CAN) Bode Miller (USA) |
| 2018    | Matthias Mayer (AUT)      | Beat Feuz (SUI)                      | Kjetil Jansrud (NOR)              |
| 2022    | Matthias Mayer (AUT)      | Ryan Cochran-Siegle (USA)            | Aleksander Aamodt Kilde (NOR)     |

### Femmes
| Édition | Or                         | Argent                     | Bronze                      |
| ------- | -------------------------- | -------------------------- | --------------------------- |
| 1988    | Sigrid Wolf (AUT)          | Michela Figini (SUI)       | Karen Percy (CAN)           |
| 1992    | Deborah Compagnoni (ITA)   | Carole Merle (FRA)         | Katja Seizinger (GER)       |
| 1994    | Diann Roffe (USA)          | Svetlana Gladycheva (RUS)  | Isolde Kostner (ITA)        |
| 1998    | Picabo Street (USA)        | Michaela Dorfmeister (AUT) | Alexandra Meissnitzer (AUT) |
| 2002    | Daniela Ceccarelli (ITA)   | Janica Kostelić (CRO)      | Karen Putzer (ITA)          |
| 2006    | Michaela Dorfmeister (AUT) | Janica Kostelić (CRO)      | Alexandra Meissnitzer (AUT) |
| 2010    | Andrea Fischbacher (AUT)   | Tina Maze (SLO)            | Lindsey Vonn (USA)          |
| 2014    | Anna Fenninger (AUT)       | Maria Höfl-Riesch (GER)    | Nicole Hosp (AUT)           |
| 2018    | Ester Ledecká (CZE)        | Anna Veith (AUT)           | Tina Weirather (LIE)        |
| 2022    | Lara Gut-Behrami (SUI)     | Mirjam Puchner (AUT)       | Michelle Gisin (SUI)        |